# Granola (Kartoffel)

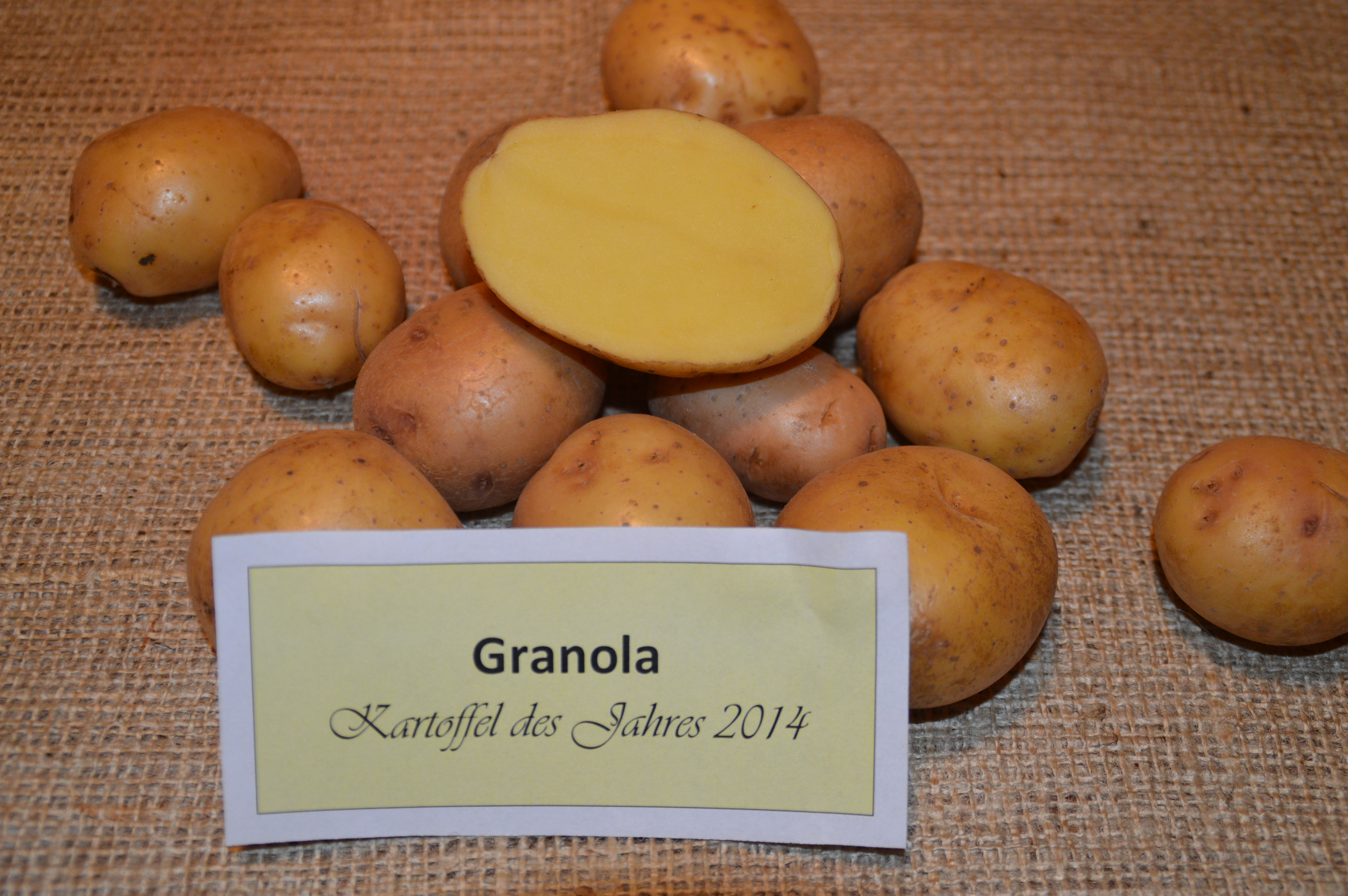
Granola

Granola ist eine mittelfrühe, vorwiegend festkochende Kartoffelsorte.
Diese Speisekartoffelsorte bildet rauhschalige, rundovale Knollen aus. Beim Kochen ergibt sich hier die Besonderheit, dass die Sorte anfangs fest bleibt, bei längerer Kochzeit jedoch mehlig wird. Sie dunkelt hierbei kaum nach.
Aufgrund ihrer ausgeprägten Keimruhe ist sie prädestiniert für die Langzeitlagerung. Leicht genetzte Knollen mit gelber Fleischfarbe sind weitere Merkmale. Sie ist resistent gegen die Nematoden-Pathotypen Ro1 und Ro4. Ferner ist Granola unempfindlich gegenüber Rhizoctonia, Kraut- und Knollenfäule, Schorf und mechanische Beschädigungen. Granola wurde 1975 von der Pflanzenzucht Saka GbR in den Handel gebracht und 2014 als Kartoffel des Jahres ausgezeichnet.